# Luna (jméno)
Luna je ženské křestní jméno. Luna znamená měsíc v latině. Luna byla římská bohyně měsíce, často bývala zobrazována s bílým vozem jezdící skrz nebe.

## Známe nositelky
- Luna Mijović, bosenská herečka
- Luna Leopold, americký vědec
- Luna Vachon, kanadská profesionální wrestlingová zápasnice
- Luna Blaise, americká herečka a zpěvačka

## Fiktivní postavy
- Luna Láskorádová, postava z příběhů o Harrym Potterovi
- Král Luna, postava z knižní série Letopisy Narnie
- Luna Valente, postava ze seriálu Soy Luna
- princezna Luna, ze seriálu Můj malý Pony: Přátelství je magické

## Příjmení/přízvisko
- Diego Luna, kubánský herec